# Peperita molybdopasta
Peperita molybdopasta is een vlinder uit de familie van de uilen (Noctuidae).  De wetenschappelijke naam van de soort is voor het eerst geldig gepubliceerd in 1908 door de Australische dokter en amateur-entomoloog Alfred Jefferis Turner (1861–1947). Het type werd aangetroffen in Kuranda in het noorden van Queensland in Australië. Het epitheton molybdopasta betekent "besprenkeld met lood".